# 宗像直子
宗像 直子（むなかた なおこ、1962年 - ）は、経産官僚、大学教員。

## 人物
経済産業省本省初の女性局長、女性として2人目の内閣総理大臣秘書官、女性初の特許庁長官などを歴任。環太平洋戦略的経済連携協定（TPP）交渉に携わった。父親も通商産業省（現経済産業省）の官僚。現多摩大学ルール形成戦略研究所客員教授。
「尖鋭な自由貿易論者」であり、「理は我にあり」となると、組織の論理などお構いなしであると評される。かつては、環太平洋経済連携協定（TPP）交渉参加プランが、経産省内で却下されても会議室に立てこもり、最終的に通商政策局を飛び出して大臣官房で進めたとの逸話もある。

## 来歴
- 1962年（昭和37年） - 東京都に生まれる[4][5]。
- 1968年（昭和43年）- 1969年（昭和44年）- 父親の赴任先である北京で生活する。小学校1年の夏から約1年間弱[6]。
- 1980年（昭和55年） - 桜蔭高等学校卒業
- 1984年（昭和59年）
  - 東京大学法学部卒業[5]
  - 通商産業省入省（大臣官房企画室）[7]
- 1985年（昭和60年） - 資源エネルギー庁原子力産業課[7]
- 1987年（昭和62年） - 通商政策局経済協力課[7]
- 1990年（平成2年）
  - ハーバード・ビジネス・スクール MBA取得[7]
  - 機械情報産業局電子政策課課長補佐[7]
- 1992年（平成4年） - 通商政策局南東アジア大洋州課総括班長[7]
- 1994年（平成6年） - 大臣官房企画室課長補佐[7]
- 1995年（平成7年） - 通商政策局総務課課長補佐[7]
- 1996年（平成8年） - 中小企業庁指導課総括班長[7]
- 1997年（平成9年） - 生活産業局総務課総括班長・法令審査委員[7]
- 1998年（平成10年） - 通商政策局総務課総括班長・法令審査委員[7]
- 1999年（平成11年） - 大臣官房政策審議室政策企画官[7]
- 2001年（平成13年） - 経済産業研究所上席研究員、ブルッキングス研究所北東アジア政策研究センター客員フェロー
- 2002年（平成14年）7月 - ジョージ・ワシントン大学シグールアジア研究センター客員スカラー[7]
- 2004年（平成16年）
  - 6月 - 商務情報政策局情報政策課参事官[7]
  - 12月 - 製造産業局繊維課長[7]
- 2005年（平成17年）8月 - （併）ファッション政策室長[7]
- 2008年（平成20年）8月 - 通商政策局通商機構部参事官（総括）[7]
- 2010年（平成22年）
  - 5月 - 大臣官房グローバル経済室長[7]
  - 8月 - （併）政策審議室長[7]
- 2011年（平成23年）9月 - 通商政策局通商機構部長[7]
- 2013年（平成25年）6月 - 大臣官房審議官（通商政策局担当）[7]
- 2014年（平成26年）7月 - 貿易経済協力局局長[5]
- 2015年（平成27年） - 内閣総理大臣秘書官[1]
- 2017年（平成29年）7月 - 特許庁長官[1]
- 2019年（令和元年）7月 - 退官
- 2019年（令和元年）11月 - 株式会社第一生命経済研究所顧問[8]
- 2020年（令和2年）2月 - 多摩大学ルール形成戦略研究所客員教授[9][10]
- 2020年（令和2年）6月 - 株式会社宗像直子事務所代表取締役、株式会社村田製作所取締役監査等委員[11]
- 2021年（令和3年）
  - 4月 - 東京大学公共政策大学院公共政策学連携研究部教授[12]
  - 10月 - 株式会社エクサウィザーズ取締役[13]

## 著作

### 編書
- 日中関係の転機: 東アジア経済統合への挑戦 (経済産業研究所・経済政策レビュー 2) 、2001年

### 寄稿
- "Navigating through Turbulence: Taking a Multi-track Approach to Safeguard the Rules-based Order," the AJISS-Commentary No. 307, March 19, 2024
- 「経済安全保障をめぐる国際情勢―米中技術覇権競争と日本の通商政策の課題」『學士會会報』第960号2023-III（2023年5月1日）
- 「中国のただ乗りを止めるために」『世界経済評論』2023年3-4月号p.65-76
- 『通商戦略の再構築 – CPTPPとその先へ』一般財団法人アジア・パシフィック・イニシアティブ、2022年6月
- "The U.S., China and Japan in an Integrating East Asia," Brookings Northeast Asia Commentary, No. 35 (published on January 14, 2010)
- 「日本のFTA戦略」『日本の東アジア構想』(添谷芳秀・田所昌幸 編)第５章、慶應義塾大学出版会, 2004年
- "U.S. Should Bless the Japan-ROK Free Trade Pact," CSIS PacNet Newsletter, June 9, 2003

### 講演録、インタビュー等
- NIKKEI リスキリング　通商政策への思い、ぶれずに進む 東京大学公共政策大学院教授・宗像直子さん（折れないキャリア）[14]
- 「（耕論）貿易の地図、どうなる　日米欧で新ルール議論を」聞き手・編集委員 吉岡桂子、朝日新聞、2021年1月30日
- 「TPPの元交渉担当者に聞く（下）FTA研究、最初は韓国と始まった　日中韓交渉の行方は」聞き手・編集委員 吉岡桂子、朝日新聞デジタル、2020年12月15日
- 「TPPの元交渉担当者に聞く（中）デジタル監視国家の台頭、民主国家で危機感共有を」聞き手・編集委員 吉岡桂子、朝日新聞デジタル、2020年12月16日
- 「TPPの元交渉担当者に聞く（上）習主席のTPP加盟発言は本気か　宗像直子氏に聞いた」聞き手・編集委員 吉岡桂子、朝日新聞デジタル、2020年12月15日
- 「複眼　知財立国 遠い道のり　技術守れる訴訟制度に」聞き手・編集委員 瀬川奈都子、日本経済新聞朝刊、2019年1月22日
- 「世界共通の重要課題、日本企業も危機意識を」日本経済新聞朝刊、2017年11月6日